# Дайсё

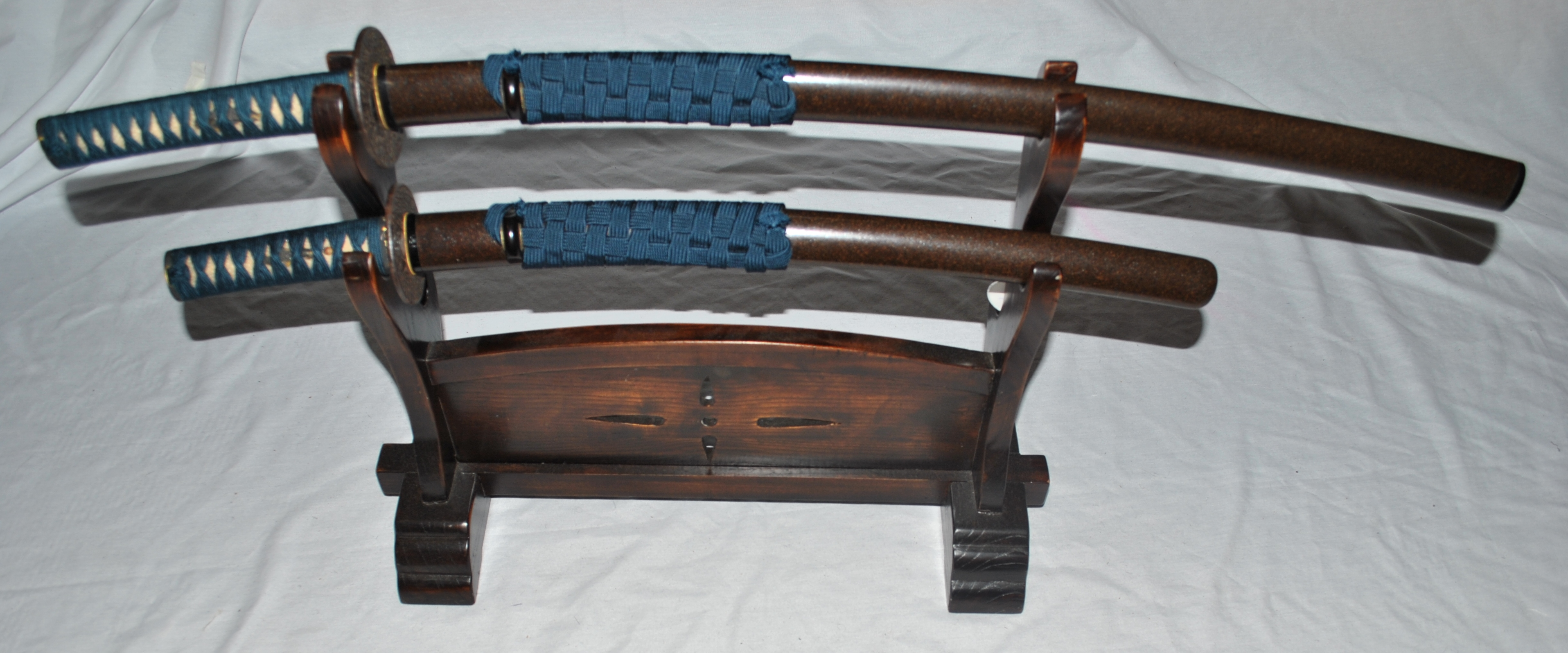
Дайсё на подставке, период Эдо

Дайсё (яп. 大小, дайсё:, букв. «большой-малый») — пара мечей самурая, состоящая из дайто (длинного меча) и сёто (короткого меча). Длина дайто — более 60,6 см, длина сёто — 30,3-60,6 см. Также в качестве сёто мог использоваться кинжал-танто, длина клинка которого не превышала 30,3 см. Так часто поступали, если в роли длинного меча выступал тати.
Дайсё использовалась исключительно самурайским классом. Дайсё была важнейшей составляющей костюма самурая, его сословным удостоверением. Воины относились к своему оружию соответствующим образом — бережно следили за его состоянием, держали возле себя даже во время сна. Другие социальные классы могли использовать для ношения только вакидзаси или танто.
Самурайский этикет требовал снимать длинный меч при входе в дом (как правило, он оставлялся у слуги либо на специальной подставке), короткий меч самураи всегда носили при себе и использовали в качестве личного оружия.

## Дайто и сёто. Историческая справка

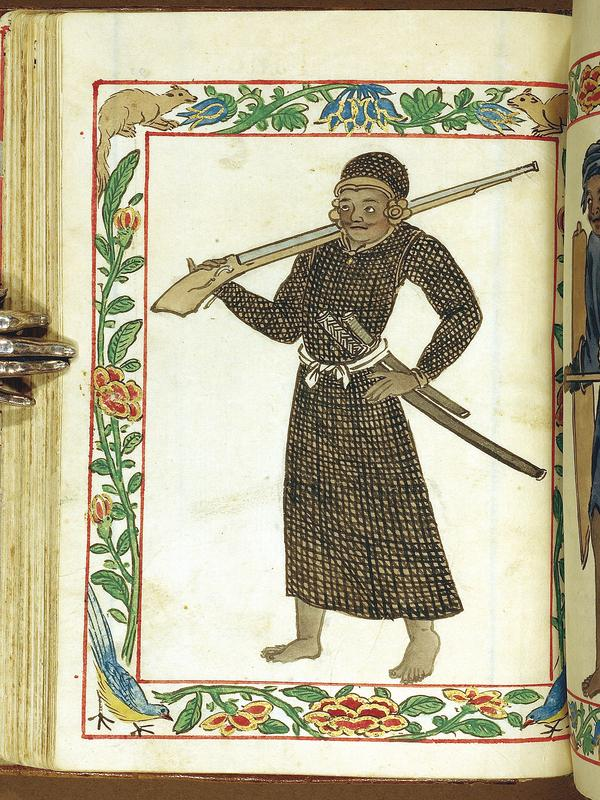
Филиппинский наёмник-туземец с дайсё и мушкетом. Миниатюра «Кодекса [Чарльза] Боксера» (1590)

До XIV века катаной назывался длинный кинжал или короткий меч, заткнутый за пояс. В это время катана выполняла роль сёто, а в качестве дайто использовался меч тати.
В XIV—XV[уточнить] веках катаной стал называться длинный меч (соответственно, катана стала выполнять функцию дайто). В качестве сёто при нём стал использоваться короткий меч вакидзаси.
Таким образом, дайто и сёто являются классами мечей, но не названием определённого оружия. Это обстоятельство послужило причиной неверного употребления данных терминов. Например, в европейской и отечественной литературе катаной ошибочно называется только длинный меч (дайто).
Обычно в бою использовался только один из мечей дайсё. Бой двумя мечами одновременно относился к экзотической технике Рёто (両刀術), которая была частью школы Тэнсин Сёдэн Катори Синто-рю. Подобная техника является также частью школы Хёхо Нитэн Ити-рю (яп. 兵法二天一流), созданной Миямото Мусаси.

## Любопытные факты
- По легенде первый самурайский меч (изогнутой формы) выковали Амакуни и его сын Амакура[2].
- Обычный кузнец за свою жизнь в среднем выковывал около сотни мечей[2].
- Несмотря на то, что большая часть кузнецов относилась к сословию ремесленников, им дозволялось для процесса ковки мечей надевать одежду придворной аристократии — кугэ[2].
- Некоторые кузнецы принадлежали к высшим сословиям, наиболее известен из них Император Готоба, собственноручно выковавший несколько мечей[2].
- Знаменитые кузнецы получали титулы, иногда — придворные звания[2].
- В Германии двуручный меч нередко носился ландскнехтами в паре с коротким мечом, именуемым кацбальгер.